# Tvrtko Kulenović
Tvrtko Kulenović (*9. dubna 1935 Šabac, Království Jugoslávie – 13. dubna 2019 Sarajevo, Bosna a Hercegovina) byl bosenskohercegovský spisovatel, vysokoškolský pedagog a teatrolog bosňácko-srbského původu.

## Životopis
Narodil se do smíšeného manželství, které uzavřel Bosňák Hakija Kulenović (1905–1987), akademický malíř a pedagog, a Srbka z Bělehradu. Základní školu a první ročník gymnázia dokončil v srbském Šabci. Roku 1946 se přestěhoval do Sarajeva, kde odmaturoval na Druhém chlapeckém gymnáziu (Druga muška gimnazija). Nato studoval jugoslávskou literaturu na Filozofické fakultě Univerzity v Bělehradě. Po dokončení vojenské služby našel zaměstnání v Národní a univerzitní knihovně Bosny a Hercegoviny. Mezi lety 1965 a 1967 pobýval v Indii, kde na Osmania University v Haidarábádu studoval klasickou indickou a asijskou estetiku. Roku 1968 se stal dramaturgem činohry Národního divadla v Sarajevu. Roku 1971 byl vybrán za asistenta na nově otevřené Katedře komparativní literatury, teatrologie a knihovnictví na Filozofické fakultě Univerzity v Sarajevu. Roku 1974 na této fakultě obhájil doktorát s tezí Teoretické základy moderního evropského a klasického asijského divadla (Teorijske osnove modernog evropskog i klasičnog azijskog pozorišta). O rok později byl jmenován docentem, roku 1980 mimořádným a konečně roku 1983 řádným profesorem na Katedře obecné literatury a knihovnictví (kterou sám dokončil a ta nyní změnila název).
Tvrtko se oženil s Lidijou (?–1993).
Mezi lety 1992 a 1996 byl prvním předsedou P.E.N. Centra Bosny a Hercegoviny. V letech 1999–2003 působil coby ředitel Národního divadla v Sarajevu. Od roku 1995 byl dopisujícím a nato od roku 2005 řádným členem Akademie věd a umění Bosny a Hercegoviny.

## Dílo
- Odanost jugu (Oddanost jihu, Novi Sad 1970), cestopisná próza
- Indija i umetnost (Indie a umění, Novi Sad 1972), esej
- Čakra: istok zapadu danas (Čakra: východ západu dnes, Sarajevo 1973), esej
- Putovanje (Cestování, Sarajevo 1974), cestopisná próza
- Lektira (Četba, Sarajevo 1978), eseje a rezence
- Pejsaži zrelog doba (tetraptih) (Pejzáž zralého věku, Novi Sad 1979), cestopisná próza
- Duh Azije: srce i mozak, Istok i znaci: Azija i umetnost (Sarajevo 1980), příspěvky rozhlasového pořadu Separati
- Karavan (Karavana, Sarajevo 1981), sbírka povídek
- Lektira II (Četba II, Sarajevo 1984), eseje a rezence
- Kasino (Kasino, Beograd 1987), román
- Mehanika fluida (Mechanika fluida, Sarajevo 1987, 1999)
- Lektira III (Četba II, Sarajevo 1988), eseje a rezence
- Galerije (Galerie, Sarajevo 1990), esej
- Čovekova porodica (Člověkova rodina, Sarajevo 1991), román
- Istorija bolesti (Chorobopis, Sarajevo 1994, 2016), román, anglicky: Natural history of a disease (Sarajevo 2012)
- O literaturi Tvrtka Kulenovića i fragmenti putopisa "Iberija" (O literatuře Tvrtka Kulenoviće a fragmenty jeho cestopisu Iberia, ed. Josip Osti, Ljubljana 1995), výbor z díla
- Rezime: autorefleksija, umjetnost i komunikacija prozne magije (Resumé: autoreflexe, umění a komunikace, prozaická magie, Sarajevo 1995), rozprava
- Jesenja violina (Podzimní housle, Sarajevo 2000), esej
- Majka voda (Matka voda, Sarajevo 2004), esej
- Trag crne žuči (Stopa černé žluči, Sarajevo–Zagreb 2005), sbírka povídek
- Glasovi (Hlasy, Sarajevo 2006), rozhlasová dramata
- Putopisi; Čovjekova porodica (Cestopisy; Člověkova rodina, ed. Jasmina Musabegović, součást edice Bošnjačka književnost u 100 knjiga, Sarajevo 2006), výbor z děl v jedné knize
- Izabrana djela I–VII (Vybrané spisy: Vrata koja se njišu, Mehanika fluida, Istorija bolesti, Trag crne žuči, Čovjekova porodica, Kasino, Jesenja violina, Sarajevo 2008), vybrané spisy

Ediční činnost
- Eshil, Sofokle, Euripid. Grčke tragedije (překlad Miloš N. Đurić, ed. Tvrtko Kulenović, Sarajevo 1979, 1982, 1985, 1988, 1990)
- Defo, Danijel. Robinson Kruso (překlad Vojislava Blagojević, ed. Tvrtko Kulenović, Sarajevo 1980, 1981, 1986, 1989, 1990, 1999, 2015)
- Aligijeri, Dante. Pakao (ed. Tvrtko Kulenović, Sarajevo 1988, 1990)
- Sijarić, Ćamil. Zapisi (ed. Tvrtko Kulenović, Sarajevo 2008)

Odborné a publicistické práce
- Teorijske osnove modernog evropskog i klasičnog azijskog pozorišta (Teoretické základy moderního evropského a klasického asijského divadla, Sarajevo 1975), otištěná disertace
- Od antičke književnosti do prosvetiteljstva. Knj. 1, Studije (Od antické literatury k osvícenství, sv. 1., Studie, Sarajevo 1982)
- Od antičke književnosti do prosvetiteljstva. Knj. 2, Hrestomatija (Od antické literatury k osvícenství, sv. 2., Chrestomatie, Sarajevo 1982)
- Umetnost i komunikacija (Umění a komunikace, Sarajevo 1983)
- Pozorište Azije (Divadlo Asie, Zagreb 1983)